# Borsa di Venezia
La Borsa valori di Venezia è stata la prima borsa nata in Italia ed una delle dieci borse valori italiane attive fino al 1997, quando vennero unificate nella Borsa Italiana.

## Storia
Le origini della borsa di Venezia vengono fatte risalire al mercato che si teneva a Rialto nel Seicento: si trattava, però, di una borsa non specializzata, in cui si commerciavano soprattutto merci d'importazione, metalli preziosi, valute, titoli del debito pubblico. Fu la prima Borsa valori istituita nella penisola italiana. Molto dopo venne istituita la Borsa di Trieste (1775), Roma (1802) e Milano (1808) .
Nel 1806 venne costituita la Camera di Commercio di Venezia e sappiamo che nel 1808 si tenevano sedute di borsa nel Palazzo Ducale. 
Nel 1860, quando il Veneto faceva ancora parte dell'Impero austriaco, venne emanato un regolamento di borsa, a partire dal quale quella di Venezia è stata considerata una moderna borsa valori. Nel 1875, dopo l'annessione all'Italia, venne emanato un nuovo regolamento per armonizzare gli usi della borsa veneziana alla normativa italiana in materia.
Come le altre borse italiane, quella di Venezia fu chiusa a causa della prima guerra mondiale. Venne riaperta solo nel 1927 con un'inaugurazione ufficiale. La sede era nel nuovo palazzo della Camera di Commercio.
Dopo la seconda guerra mondiale la Borsa di Venezia ebbe un'attività scarsa e gli agenti di cambio non superarono mai il numero di sei. 
La Borsa di Venezia, come le altre borse cittadine italiane, fu chiusa nel 1997, quando il cosiddetto "decreto EuroSIM" (D. Lgs. 23 luglio 1996, n. 415) ne determinò la fusione nell'unica Borsa Italiana.